# 郁建兴
郁建兴，中华人民共和国教育部长江学者特聘教授，浙江工商大学党委书记、教授，主要从事政府管理与社会治理研究。

## 生平
1999年获复旦大学哲学博士学位。历任浙江大学公共管理学院院长、浙江工商大学校长，2023年3月起任浙江工商大学党委书记。

## 社会兼职
- 中国国务院学位委员会公共管理学科评议组成员
- 中国教育部高等学校公共管理类专业教指委秘书长
- 中国国家发改委新型城镇化规划专家委员会委员